# Morti nel 1368
| Questa pagina contiene informazioni ricavate automaticamente dalle voci biografiche con l'ausilio del template Bio e di un bot. L'aggiornamento è periodico e automatico e ricostruisce completamente la pagina. Se manca una persona in questa lista, sei pregato di non aggiungerla, ma accertati piuttosto che la sua voce biografica contenga il template Bio e che i dati anagrafici siano correttamente compilati. Se il template Bio manca, inseriscilo tu stesso o, in alternativa, metti l'avviso {{tmp\|Bio}} che ne segnala la mancanza. Se i dati riportati sono sbagliati, correggi direttamente la voce biografica; le modifiche saranno visibili in questa lista entro pochi giorni. Per chiarimenti vedi il progetto biografie. La lista contiene solo le 21 persone che sono citate nell'enciclopedia e per le quali è stato implementato correttamente il template Bio. Pagina aggiornata al 13 gen 2025. |

- 7 gennaio - Valdemaro I di Anhalt-Zerbst, nobile tedesco
- 13 gennaio - Marco Corner, doge (n. 1286)
- 30 gennaio - Ibn-i Yamin, poeta persiano (n. 1286)
- 29 marzo - Go-Murakami, imperatore giapponese (n. 1328)
- 23 luglio - Guy de Chauliac, medico francese (n. 1300)
- 26 luglio - Niccolò Capocci, cardinale e vescovo cattolico italiano
- 28 luglio - Bolko II di Świdnica, duca tedesco (n. 1308)
- 25 agosto - Engelberto III di Mark, arcivescovo cattolico tedesco
- 30 settembre - Arnaldo Bernardo del Poggetto, vescovo cattolico e cardinale francese
- 2 ottobre - Anna di Kašin, monaca cristiana russa
- 17 ottobre - Lionello Plantageneto, I duca di Clarence, principe inglese (n. 1338)
- 19 ottobre - Francesco Bevilacqua, giurista e ambasciatore italiano (n. 1304)
- 9 dicembre - Giovanni di Kleve, conte
- 21 dicembre - Filippo II di Savoia-Acaia, principe italiano (n. 1340)
- Bernardo III di Cabrera, nobile spagnolo
- Patrick Dunbar, IX conte di March, nobile scozzese (n. 1285)
- Aventino Fracastoro, medico italiano
- Orcagna, pittore, scultore e architetto italiano
- Petru I di Moldavia, principe
- Pedro Martinez de Luna, nobile e condottiero spagnolo
- John de Mowbray, IV barone Mowbray, nobile e militare inglese (n. 1340)